# Ecopoiesis

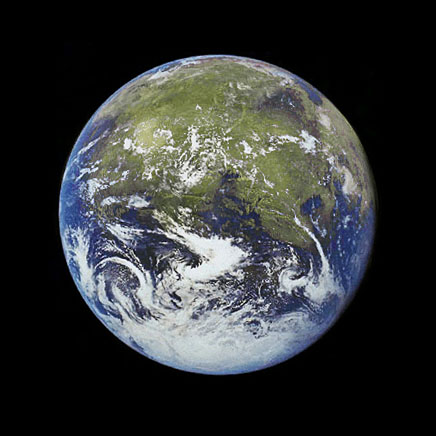
Concepción artística de la terraformación de Marte.

Ecopoiesis es un neologismo creado por Robert Haynes. La palabra proviene del griego: οικος, casa, y ποιησις, producción. Ecopoiesis se refiere al origen de un ecosistema. En el contexto de la exploración espacial, Haynes describe a la ecopoiesis como la "fabricación de un ecosistema sostenible sobre un planeta actualmente sin vida, un planeta estéril". La ecopoiesis es un tipo de ingeniería planetaria y es una de las primeras etapas de terraformación. Esta etapa primaria de la creación de un ecosistema está restringida usualmente a la siembra inicial de vida microbiana. Para aproximar las condiciones a las de la Tierra, debe ser llevada la vida en forma de plantas, y esto acelerará la producción de oxígeno, volviendo al final el planeta teóricamente disponible para soportar la vida animal.
Actualmente, los investigadores Leonardo Lavanderos y Alejandro Malpartida definieron la Ecopoiesis como En el caso de una entidad viviente, el vínculo entre  su sostenibilidad (sistema relacional) y su sustentabilidad (sistema energético material) que permite la viabilidad relacional del sistema vivo,  Este proceso se define como Ecopoiesis. En las unidades culturales vivas, este proceso se denomina Ecosemiopoyesis".2

## Investigación actual
- Robotic Lunar Ecopoiesis Test Bed Investigador principal: Paul Todd (2004)

## Lectura adicional
- Fogg, Martyn J. (1998). «Terraforming Mars: A Review of Current Research,». Advances in Space Research (Committee on Space Research) 2 (3): 415-420.

- Datos: Q1136677